# Begonia laruei
Espèce
Begonia laruei est une espèce de plantes de la famille des Begoniaceae.
Elle a été décrite en 2009 par Mark Hughes.